# 自称Fランクのお兄さまがゲームで評価される学園の頂点に君臨するそうですよ?
『自称Fランクのお兄さまがゲームで評価される学園の頂点に君臨するそうですよ？』（じしょうエフランクのおにいさまがゲームでひょうかされるがくえんのちょうてんにくんりんするそうですよ？）は、三河ごーすとによる日本のライトノベル。イラストはねこめたる。略称は「自称Fランク」、「Fランク」。MF文庫J（KADOKAWA）にて2017年4月から2022年2月まで刊行された。2024年5月時点でシリーズ累計部数は75万部を突破している。
メディアミックスとして、『月刊コミックアライブ』（KADOKAWA）にて、soraniによるコミカライズ版が2018年5月号より2024年5月号まで連載。『カドコミ』や『ニコニコ静画』でも配信された。

## あらすじ
裏世界のゲームで無敗の記録を叩き出し、平穏な学園生活を望んでいた砕城紅蓮は各界のエリートのみを集めた日本最高峰の学校・獅子王学園に入学するも、その実情はゲームで全てが評価される実力至上主義の世界であった。実の妹・砕城可憐と再会した砕城紅蓮は、弱肉強食の世界の中で少しずつ実力の片鱗を見せていく。

## 登場人物
砕城紅蓮（さいじょう ぐれん）
本作の主人公。裏世界のゲームでは無敗の記録を持ち、最強の立場にいた。他人の思考の流れを自身の眼で確認する能力を持つ。日常を求めて学園へと入学するが、渋々実力を発揮するようになった。

砕城可憐（さいじょう かれん）
紅蓮の妹で、紅蓮を慕っている。論理系のゲームが得意ジャンルである。
KADOKAWAが2018年4月から5月にかけて実施した投票企画「KADOKAWAライトノベル ヒロイン総選挙」では5位を獲得している。

## 既刊一覧

### 小説
- 三河ごーすと（著）・ねこめたる（イラスト） 、KADOKAWA〈MF文庫J〉、全13巻
  - 『自称Fランクのお兄さまがゲームで評価される学園の頂点に君臨するそうですよ？』、2017年4月25日初版第一刷発行（同日発売[10]）、ISBN 978-4-04-069178-7
  - 『自称Fランクのお兄さまがゲームで評価される学園の頂点に君臨するそうですよ？2』、2017年8月25日初版第一刷発行（同日発売[11]）、ISBN 978-4-04-069396-5
  - 『自称Fランクのお兄さまがゲームで評価される学園の頂点に君臨するそうですよ？3』、2018年1月25日初版第一刷発行（同日発売[12]）、ISBN 978-4-04-069606-5
  - 『自称Fランクのお兄さまがゲームで評価される学園の頂点に君臨するそうですよ？4』、2018年5月25日初版第一刷発行（同日発売[13]）、ISBN 978-4-04-069917-2
  - 『自称Fランクのお兄さまがゲームで評価される学園の頂点に君臨するそうですよ？5』、2018年10月25日初版第一刷発行（同日発売[14]）、ISBN 978-4-04-065241-2
  - 『自称Fランクのお兄さまがゲームで評価される学園の頂点に君臨するそうですよ？6』、2019年3月25日初版第一刷発行（同日発売[15]）、ISBN 978-4-04-065623-6
  - 『自称Fランクのお兄さまがゲームで評価される学園の頂点に君臨するそうですよ？6.5 2019年6月25日初版第一刷発行（同日発売[16]）、ISBN 978-4-04-065796-7
  - 『自称Fランクのお兄さまがゲームで評価される学園の頂点に君臨するそうですよ？7』、2019年8月25日初版第一刷発行（8月24日発売[17]）、ISBN 978-4-04-065864-3
  - 『自称Fランクのお兄さまがゲームで評価される学園の頂点に君臨するそうですよ？8』、2019年12月25日初版第一刷発行（同日発売[18]）、ISBN 978-4-04-064263-5
  - 『自称Fランクのお兄さまがゲームで評価される学園の頂点に君臨するそうですよ？9』、2020年5月25日初版第一刷発行（同日発売[19]）、ISBN 978-4-04-064660-2
  - 『自称Fランクのお兄さまがゲームで評価される学園の頂点に君臨するそうですよ？10』、2020年10月25日初版第一刷発行（10月24日発売[20]）、ISBN 978-4-04-065937-4
  - 『自称Fランクのお兄さまがゲームで評価される学園の頂点に君臨するそうですよ？11』、2021年9月25日初版第一刷発行（同日発売[21]）、ISBN 978-4-04-680893-6
  - 『自称Fランクのお兄さまがゲームで評価される学園の頂点に君臨するそうですよ？12』、2022年2月25日初版第一刷発行（同日発売[22]）、ISBN 978-4-04-681182-0

### 漫画
- 三河ごーすと（原作）・ねこめたる（キャラクター原案）・sorani（作画） 『自称Fランクのお兄さまがゲームで評価される学園の頂点に君臨するそうですよ？』 KADOKAWA〈MFコミックス アライブシリーズ〉、全10巻
  1. 2018年10月23日発売[8][23]、ISBN 978-4-04-065174-3
  2. 2019年3月23日発売[24]、ISBN 978-4-04-065493-5
  3. 2019年12月23日発売[25]、ISBN 978-4-04-064089-1
  4. 2020年9月23日発売[26]、ISBN 978-4-04-064892-7
  5. 2021年3月23日発売[27]、ISBN 978-4-04-680306-1
  6. 2021年11月22日発売[28]、ISBN 978-4-04-680864-6
  7. 2022年5月23日発売[29]、ISBN 978-4-04-681429-6
  8. 2022年12月22日発売[30]、ISBN 978-4-04-682057-0
  9. 2023年9月22日発売[31]、ISBN 978-4-04-682743-2
  10. 2024年5月23日発売[7]、ISBN 978-4-04-683588-8

## コラボレーション
2018年、『ようこそ実力至上主義の教室へ』とのコラボCMが公開された。